# Anthropologie intégrale
 (juillet 2022).
Si vous disposez d'ouvrages ou d'articles de référence ou si vous connaissez des sites web de qualité traitant du thème abordé ici, merci de compléter l'article en donnant les références utiles à sa vérifiabilité et en les liant à la section « Notes et références ».
L’anthropologie intégrale se définit comme l’étude de l’homme dans toutes les dimensions de sa personne, dimensions personnelle et sociale, physique, culturelle et spirituelle. Cette expression est principalement utilisée au sein de l'Église catholique pour désigner l'étude approfondie de la nature humaine, y compris son âme.
Ce concept est donc plus général que l’acception moderne du mot anthropologie qui se réduit souvent à l’ethnologie, à une anthropologie seulement physique ou seulement culturelle. 

## Origine du terme
L’expression vient de Jean-Paul II qui, dans son discours à Puebla, déplore qu’à une époque où on l’on n’a jamais autant parlé de l’homme, ont aussi été perpétrés les plus grands crimes de l’humanité, crimes qu’il voit comme la conséquence de la perte du sens de la dignité de la personne et de l’absence aujourd’hui de réponse à la quête spirituelle profonde de tout homme. Elle a ensuite fait l'objet de nombreux travaux théologiques, tels que :
- Les médiations humaines porteuses de salut et de grâce. L’élaboration d’une anthropologie intégrale de l’action chez Mgr Gustave Thils, Étienne Vandeputte, thèse de doctorat, 2009[2].
- Qu'est-ce que l'homme... Essai d'anthropologie intégrale, Michel Mahé, 2010[3].
- Cent thèses pour une Anthropologie Intégrale], Karel Mácha, 2015[4].